# Eugène Alluaud

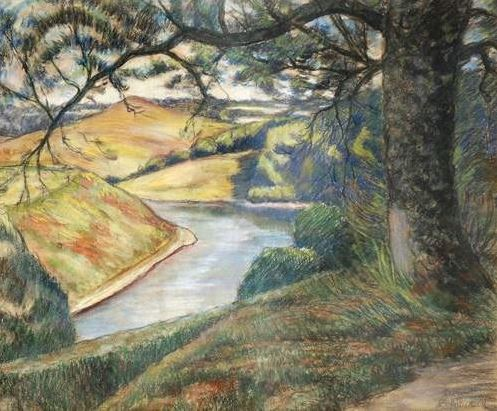
Alluaud - Crozant

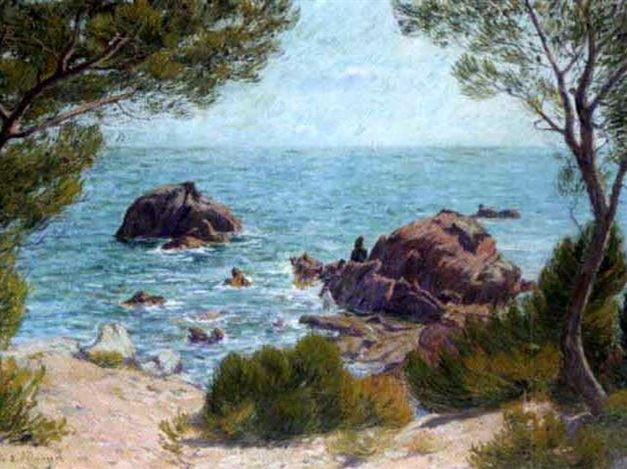
Alluaud - Agay

Eugène Alluaud (Saint-Martin-Terressus (Haute-Vienne), 25 de marzo de 1866-Crozant (Creuse), 27 de julio de 1947) fue un pintor y ceramista francés.

## Trayectoria
Eugène (Gilbert Eugène) Alluaud nació en una familia de ceramistas y amantes del arte.

### Orígenes familiares

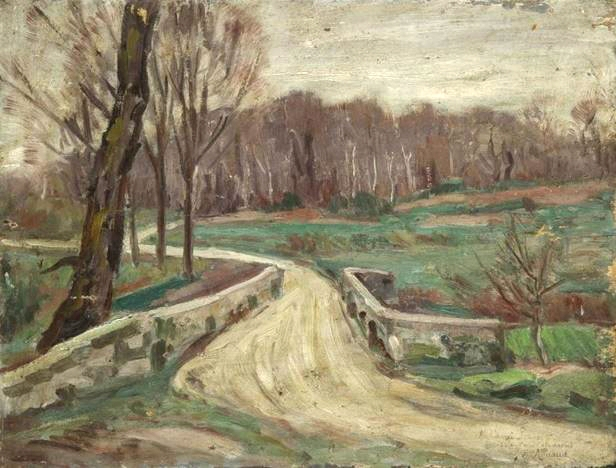
Alluaud - Pont

Eugène Alluaud, como le gustaba decir, había “nacido en un bloque de caolín". Su familia limusina había tenido empresarios de fabricación de porcelana durante varias generaciones. Su bisabuelo, François Alluaud (1739-1799), fue ingeniero geógrafo del rey, que dirigió desde 1788 la Real Fábrica de porcelana de Limoges, y luego fundó su propia fábrica en 1797. Su abuelo François Alluaud (1778-1866) desarrolló el negocio familiar y en particular creó, en 1816, la Fábrica Casseaux, con sus hijos Victor y Amédée (1826-1871), padre de Eugène. Su hermano Charles Alluaud (1861-1949) se dio a conocer como un reconocido entomólogo, y legó numerosas colecciones al Museo Nacional de Historia Natural, del que fue durante un tiempo director. Su hermana Camille (1868-1942) se casó con un oficial británico, George Edward Phillips (fallecido en 1903).

### El fabricante de porcelana

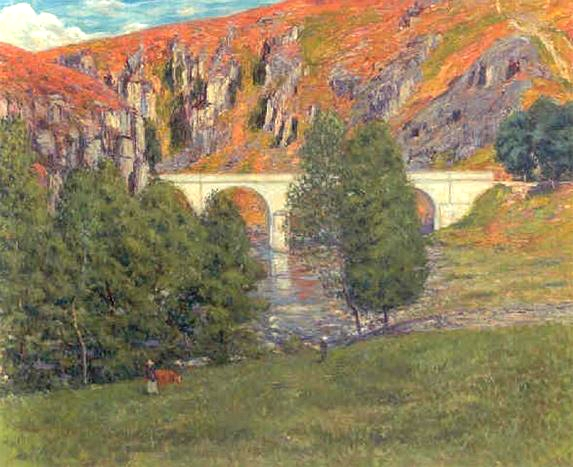
Alluaud - Montaña

Siguiendo la tradición familiar, Eugène Alluaud compró en 1897 una fábrica en Limoges donde se elaboraban monumentales piezas de porcelana. Sus creaciones arquitectónicas (frisos, relieves, ménsulas) le permitieron obtener la medalla de plata en la Exposición Universal de 1900. Pero los costes y las dificultades de producción la llevaron a la quiebra en 1903. Charles Haviland lo llevó a su fábrica como director del taller de decoración. En 1919 crea una pequeña fábrica de porcelana en Solignac, luego trasladada a Limoges, especializada en tarros de lujo para perfumería.
A lo largo de su actividad, Eugène Alluaud trabaja para promover la porcelana de Limoges. Es el impulsor de la participación de la industria de la porcelana de Limoges en la Exposición de Artes Decorativas de 1925 y el organizador del pabellón de la porcelana de Limoges en la Exposición Colonial Internacional de 1931. Colaborador artístico de las fábricas de Balleroy et frères, Bernardaud, Robert Haviland & Le Tanneur, La Porcelaine Limousine, fundó el grupo de defensa de la porcelana de Limoges que instaura y promoverá la marca Limoges y participará en la creación de la unión nacional de la porcelana. Nombrado conservador del museo de porcelana Adrien-Dubouché, de 1928 a 1934 y vicepresidente de la junta directiva de la Manufacture de Sèvres desde 1930, también presidió el Comité Regional de Artes Aplicadas de Limoges y la Sociedad de Amigos de las Artes y las Letras del Limousin. En 1937, fue presidente del pabellón Limousin-Quercy-Périgord en la Exposición Universal contando, como secretario, con el joven poeta Limousin Georges-Emmanuel Clancier. Siempre apoya a artistas e industriales, como su amiga Camille Tharaud, para quien produjo decorados en 1930.

### El pintor
Su padre Amédée, ilustrado amante del arte y coleccionista, recibió a Corot en varias ocasiones en su castillo de Ribagnac. Amigo cercano de Adrien Dubouché, apoya a los pintores de la escuela de Crozant. Cuando murió, su amigo y pintor Charles Donzel le dio al joven Eugène consejos sobre cuestiones pictóricas.
Alluaud estudió literatura en el colegio jesuita de Vaugirard y luego ciencias en el Lycée Condorcet. Completó su servicio militar como alistado condicional de un año en 1885-1886. Fue en esta ocasión cuando se hizo amigo del pintor Jules Adler.
De 1886 a 1889, fue alumno de la Academia Julian, en el estudio de Bouguereau y en el de Robert-Fleury, y viajó por Europa (Inglaterra, Bélgica e Italia) y por el norte de África (Argelia y Túnez).
Su mayor experiencia pictórica, es al entorno de Crozant a quien se la debe. Después de un primer descubrimiento en 1887, regresó allí extensamente en 1891. Con su esposa Marcelle, construyó la casa allí " La Roca ”, Donde se asentaron todos los veranos desde 1905. Reunía a sus amigos artistas de la escuela de Crozant alrededor de su mesa. Juntos pintaban los paisajes del valle de Creuse y se divertían en un ambiente alegre.
De esta red de amistades surgen dos nombres: Maurice Rollinat (1846-1903), el poeta de Fresselines, y Armand Guillaumin (1841-1927), cofundador del grupo de impresionistas, que lo inició en sus técnicas con la luz y el color. Su pintura, por tanto, está fuertemente afectada por el impresionismo " antes de lograr emerger de él en la década de 1920, con un estilo más constructivo y sintético inspirado en Cézanne".
Expone regularmente en galerías, en Limoges en la galería Dalpayrat y en París en las de Durand-Ruel y Drouant. Participa regularmente en el Salon des Indépendants y el Salon d'Automne. Durante la Exposición Universal de 1900, decoró el " Palacio de la Danza " y el pabellón-restaurante Grandes Marques. Presidente del jurado de la Sección de Pintura del Salon d'Automne en 1928, él mismo recibió el gran premio en la Exposición Francesa de El Cairo de 1929.
Alluaud se dedicó principalmente a pintar la Creuse, pero también pintó la Corrèze y la Haute-Vienne, los Pirineos y la Costa Azul.

### El dibujante de guerra (1914-1918)
A partir del otoño de 1914, Alluaud realizó dibujos sobre temas militares aprovechando las primeras manifestaciones de la guerra en Limoges como el paso de tropas indús. Algunos de ellas las publicó en el diario Le Courrier du Centre de Limoges. En 1915-1916, produjo 9 folletos, cada uno con 6 dibujos heliograbados, publicados por suscripción por las ediciones artísticas de Courrier du Centre. Cada folleto se centra en un tema. : Los indús, (serie 1), los montañeses, los heridos, nuestros soldados, los emigrantes, los boches, los ingleses, los indús (  serie 2), La Rue. La mayoría de estos dibujos se realizaron en Limoges. : la estación, la Place de la République, el Mas-Loubier.
También produjo una serie sobre la fábrica de municiones Faure y exhibió los dibujos en la galería Dalpayrat en 1916. El mismo año, participó en la exposición colectiva de Rouen durante la guerra. En la portada, dibuja escenas del Somme, Nord-Pas-de-Calais y Bélgica que no se publicarán.
Para las Jornadas del Limousin de mayo de 1916, diseñó una serie patriótica de 7 platos y 2 platillos que se vendieron en beneficio de los heridos y prisioneros de guerra. Cada pieza presenta un motivo militar en el centro de una decoración única: Un Blessé, La Guerre Aérienne, Le Poilu 1915, La Croix de Guerre, Les Cuistots, Un Bleuet 1916, Indian Lancer luego Un Blessé (variación) e Infanterie 1915 .

### Condecoraciones
- Caballero de la Legión de Honor en 1921.[14]
- Oficial de la Legión de Honor en 1938.[14]